# José María Díaz
José María Díaz de la Torre, (Caracas, julio de 1813 - La Habana, Cuba, 13 de noviembre de 1888), dramaturgo y periodista español perteneciente al Romanticismo.

## Biografía
José Luis González Subías afirma que el autor fue hijo de madre española y del médico venezolano José Domingo Díaz (1772-1834), furibundo defensor de la Corona española frente a las pretensiones independentistas del Libertador Simón Bolívar. Su ideología, sin embargo, fue inclinándose poco a poco hacia al progresismo, de suerte que es uno de los autores más representativos de esta tendencia. Cultivó el drama histórico y lo que él entendía como "drama de costumbres políticas". También escribió comedias.
Sus ideas románticas y su activismo político juvenil le llevaron a la cárcel y, posteriormente, a la emigración a Francia y Portugal. Tuvo después un cargo de confianza en el despacho del banquero José de Salamanca, quien le facilitó destinos como los de empresario del Teatro del Príncipe, consejero de administración en Cuba, etc. El conocimiento de este ambiente financiero es probablemente lo que inspira su pieza Los tres banqueros (1860).
Inició su actividad periodística como crítico literario en 1839 en una revista teatral madrileña nacida dicho año, El Entreacto. Utilizó en ocasiones el seudónimo "Domingo Argote". Aunque Hartzenbusch cita al dramaturgo como director de la publicación junto a Juan del Peral, lo que repitió después Manuel Ossorio y Bernard, no se ha podido verificar, pero sí fue redactor de esta revista durante los primeros meses de su publicación (en la primavera y el verano de 1839). Más importancia tuvo su trabajo para la Revista de Teatros (1841), cuya dirección asumió al cabo de poco tiempo en ella como redactor con sección fija. Es posible que participara como redactor en El Laberinto (1843-1845); su pluma intervino en las páginas de la revista satírico-literaria La Ortiga (1849), publicación que concedió suma importancia a los asuntos teatrales y desde la que se hostigó con dureza la figura del Comisario Regio del Teatro Español, don Ventura de la Vega; y en los años cincuenta se incluyen artículos del escritor, de variada índole, en El Museo de las Familias. También escribió para La Iberia. Se comprometió con el partido progresista y la mayor parte de sus escritos en la prensa lo reflejan. En agosto de 1860, «tras largos años de calculado silencio y voluntario retiro» Díaz reiniciaba su labor periodística encargándose de la sección literaria de El Clamor Público, periódico liberal ligado desde sus comienzos en 1844 a la bandera del progresismo.
Fue amigo de José de Espronceda y José Zorrilla (con este último colaboró en la composición del famoso drama Traidor, inconfeso y mártir). Poseía una gran facilidad para versificar y una imaginación apasionada. Su fecunda producción dramática comprende tragedias al estilo de Vittorio Alfieri o Voltaire, dramas y comedias. Destacan títulos como Elvira de Albornoz (1836), sin duda su mayor éxito, donde se cuentan los amores de Elvira por don Tello en una Edad Media con templarios y trovadores. De tono muy melodramático y con empleo de la sangre, el suicidio y el terror, anuncia el teatro de Echegaray. Julio César, Juan sin Tierra, La reina Sara, Para vencer querer, Últimas horas de un rey, Un matrimonio de conciencia o El hombre propone y Dios dispone.
Figura en Los españoles pintados por sí mismos con un artículo, "El senador", que cuenta cómo el cargo que nació en la Constitución de 1837 nació muerto: el senador no piensa, no representa nada, no sirve de nada. Su misión es callar siempre.

## Obra dramática
- Elvira de Albornoz: Madrid: [s.n.], 1836.
- Un poeta y una mujer: recuerdo dramático en seis cuadros y en verso Madrid : [s.n.], 1838.
- Baltazar Cozza Madrid: [s.n.], 1839.
- Julio César Madrid: [s.n.], 1841.
- Una reina no conspira Madrid: Sociedad de Escritores Dramáticos, 1844.
- Juan Sin Tierra, Madrid: [s.n.], 1848.
- Últimas horas de un rey Madrid : [s.n.], 1849.
- La reina Sara, Madrid: Círculo literario comercial, 1849.
- Andrés Chenier Madrid: [Círculo Literario Comercial], 1851.
- Para vencer, querer Madrid: [Círculo Literario Comercial], 1851.
- ¡Creo en Dios!, Madrid: [Círculo Literario Comercial], 1854.
- ¡Redención!, Madrid : [s.n.], 1854.
- Laura, o La venganza de un esclavo, Madrid: Vicente de Lalama, 1855.
- Catilina, Madrid: [s.n.], 1856.
- Carlos IX y los Hugonotes: Madrid: [s.n.], 1856
- Las cuatro estaciones. Madrid : [s.n.], 1856.
- Los dos cuáqueros Madrid : Vicente de Lalama, 1858.
- Los tres banqueros, 1860.
- Luz en la sombra, Madrid: [s.n.], 1861
- Gabriela de Vergy :Madrid : [s.n.], 1862
- Mártir siempre, nunca reo Madrid: Centro General de Administración, 1863
- Virtud y libertinaje Madrid: Centro General de Administración, 1863.
- Mártir siempre, nunca reo Madrid: Centro General de Administración, 1863.
- El matrimonio de conciencia Madrid: Administración de obras dramáticas y líricas, 1864
- Trece de febrero. Madrid : [s.n.], 1878.